# Detrík
Detrík es un municipio del distrito de Vranov nad Topľou en la región de Prešov, Eslovaquia, con una población estimada a final del año 2024 de 49 habitantes.
Se encuentra ubicado en el centro-sur de la región, cerca del río Topľa (cuenca hidrográfica del río Tisza) y de la frontera con la región de Košice.

## Demografía
| Año        | 1994 | 2004     | 2014    | 2024    |
| ---------- | ---- | -------- | ------- | ------- |
| Población  | 59   | 51       | 52      | 49      |
| Diferencia |      | −13,55 % | +1,96 % | −5,76 % |

| Año        | 2023 | 2024    |
| ---------- | ---- | ------- |
| Población  | 51   | 49      |
| Diferencia |      | −3,92 % |